# Busturia
Busturia est une commune de Biscaye dans la communauté autonome du Pays basque en Espagne.

## Toponymie
On ne connait pas avec exactitude quelle est l'origine l'étymologie de Busturia. Il faut en outre tenir compte que le toponyme Busturia nommait anciennement tant une elizate (actuelle municipalité de Busturia) qu'une mérindade (actuelle comarque de Busturialdea), sans savoir si le nom de la mérindade dérivait de celui de l'elizate ou vice versa. L'elizate de Busturia était la tête de la mérindade homonyme.
L'elizate avait le nom complet de Santa María de Axpe de Busturia et était appelé de manière simplifiée Axpe Busturia ou de Busturia. Santa María était le nom de l'invocation religieuse de la paroisse, car anciennement il était de coutume d'utiliser le nom de l'invocation des paroisses dans le nom des elizates. Axpe est le nom du quartier principal.
Entre les diverses hypothèses existantes sur l'origine du toponyme celle proposée par, entre autres, celle de Koldo Mitxelena affirmant que le nom de l'elizate pourrait venir de l'expression basque (dialecte biscayen) bost uri (cinq villes ou populations). Le -a à la fin est l'article en basque.
Selon la version de Mitxelena, le toponyme Busturia ferait référence aux cinq quartiers qui formaient l'elizate, ce pourquoi le toponyme serait traduisible comme le (elizate) des 5 peuples. De l'elizate, le nom a été transféré à la mérindade dont elle était la tête. C'est une hypothèse suggestive, puisque si quelque chose a caractérisé Busturia est la forte personnalité et la différenciation de ses quartiers, qui est arrivée jusqu'à nos jours. Le problème que pose cette hypothèse est que les quartiers historiques de la municipalité que nous connaissons aujourd'hui sont au nombre de quatre (et non cinq), en ce temps-là Axpe, San Bartolome, San Cristóbal et Altamira. Pour valider cette hypothèse il faut trouver un cinquième quartier à Busturia, existant dans les origines de l'elizate, mais qui disparaîtra, il aurait perdu de l'importance ou il aurait été absorbé par un autre des quartiers. Selon l'avis de Joseba Agirrezkuenaga, le cinquième quartier pourrait être Paresi, un petit quartier rural de la municipalité. María Victoria Gondra y Oraa maintient que celui-là est l'origine du toponyme et affirme que l'héraldique existante à Busturia soutient cette hypothèse.
Une autre possibilité est que Busturia signifie les 5 villages ou Villas et ferait mention à l'origine à la mérindade et qu'on ait postérieurement transféré le nom à l'elizate qui était la tête de cette dernière, mais la mérindade de Busturia était composée 27 elizates et dans leur territoire on trouvait 6 Villas (juridiquement séparées de cette dernière), ce qui ne permet pas non plus d'avoir le nombre à priori.
Juan Ramón de Iturriza dans son Historia General de Vizcaya, a commenté que le nom de Busturia dérivait de l'expression sous le rocher, puisque dans les documents du XIe siècle il est mentionné comme subtus penna. Cette affirmation, toutefois, se réfère probablement au toponyme Axpe, qui est le quartier principal de la municipalité. Axpe est facilement reconstituable comme dérivé de haitz (rocher en basque) et de pe (sous) en dialecte biscayen. Il existe la possibilité que Axpe ait été le nom originel de toute la elizate (non seulement de son principal noyau) et busturia aurait ajouté plus tard en tant que capitale de cette mérindade. L'elizate était généralement appelé Axpe de Busturia, nom qui sert aussi de le distinguer d'Axpe Marzana, une autre localité biscaïenne homonyme.
Il existe d'autres nombreuses théories qui essayent d'expliquer le nom de la municipalité à travers diverses expressions en langue basque : selon María Rosa Lida bost ur (cinq eaux en basque) il pourrait faire référence à cinq rivières existantes dans la mérindade et ce nom aurait été postérieurement transféré à l'elizate. Selon l'auteur Jacinto Gómez Tejedor Busturia viendrait de buztin uria (le village de l'argile en basque), puisque Busturia se trouve dans une zone avec de grandes accumulations d'argile et il existe une tradition de travail de ce matériau. Jaime Querejeta inclut dans son Diccionario onomástico y heráldico vasco que Busturia vient de ustu uria (le village de l'avoine).
Selon l'Euskaltzaindia, le nom basque de la localité est Busturia (-a), c'est-à-dire avec le -a à fin est un article et doit être traité comme tel, pouvant se perdre dans certaines phrases.
Le gentilé est busturiano/-a en castillan et busturiarra en basque.

## Géographie
Busturia est composé de 5 quartiers distincts qui forment ensemble la municipalité. Axpe, Altamira, San Bartolome, San Kristobal et Paresi.

### Sources
- (es)/(eu) Cet article est partiellement ou en totalité issu des articles intitulés en espagnol « Busturia » (voir la liste des auteurs) et en basque « Busturia » (voir la liste des auteurs).